# Maghan II
Maghan II  est un mansa du Mali entre 1387 et 1389. Fils de Mari-Diata III, il succède à son frère Moussa II mais est assassiné par son ministre Sandaki qui s'empare du trône en 1389.

## Biographie
L' historien tunisien Ibn Khaldun rapporte que Maghan II a succédé à son frère au trône en 1387, mais n'a régné que deux ans avant que son trône ne soit usurpé par Sandaki en 1389.

## Sources
- HAUT~SENGEGAL NIGER L'histoire, par Maurice Delafosse Publié par Maisonneuve & Larose.